# Maja (bergstopp)
Maja är en bergstopp i Kosovo. Den ligger i den södra delen av landet, 80 km söder om huvudstaden Priština. Toppen på Maja är 2 465 meter över havet, eller 82 meter över den omgivande terrängen. Bredden vid basen är 0,72 km.
Terrängen runt Maja är bergig åt nordost, men åt sydväst är den kuperad. Runt Maja är det ganska glesbefolkat, med 48 invånare per kvadratkilometer. Närmaste större samhälle är Prizren, 17,9 km norr om Maja. Trakten runt Maja består till största delen av jordbruksmark.